# کیزلیاروو
کیزلیاروو (به لاتین: Kyzylyarovo) یک منطقهٔ مسکونی در روسیه است که در باشقیرستان واقع شده‌است.